# Full Moon, Dirty Hearts
Full Moon, Dirty Hearts è il nono album discografico in studio del gruppo musicale rock australiano INXS, pubblicato nel 1993 (anticipato dal singolo The Gift).

## Tracce
1. Days of Rust – 3:09
2. The Gift – 4:04
3. Make Your Peace – 2:41
4. Time – 2:52
5. I'm Only Looking – 3:31
6. Please (You Got That...) (feat. Ray Charles) – 3:02
7. Full Moon, Dirty Hearts (feat. Chrissie Hynde) – 3:29
8. Freedom Deep – 3:59
9. Kill the Pain – 2:57
10. Cut Your Roses Down – 3:28
11. The Messenger – 3:28
12. Viking Juice – 3:12

## Gruppo
- Garry Gary Beers - basso
- Andrew Farriss - chitarra, tastiere, armonica
- Tim Farriss - chitarra
- Jon Farriss - percussioni, batteria
- Michael Hutchence - voce
- Kirk Pengilly - chitarra, sax, voce